# Tiger Bay
Tiger Bay is een Britse misdaadfilm uit 1959 onder regie van J. Lee Thompson. Het scenario is gebaseerd op de novelle Rodolphe et le Revolver (1957) van de Bulgaars-Franse auteur Noël Calef.

## Verhaal
Wanneer Gillie de getuige is van een moord, wordt ze ontvoerd door de moordenaar. Ze krijgt langzamerhand sympathie voor hem en weet een band op te bouwen met de man waar iedereen bang voor is.

## Rolverdeling
| Acteur           | Personage          |
| ---------------- | ------------------ |
| John Mills       | Commissaris Graham |
| Horst Buchholz   | Korchinsky         |
| Hayley Mills     | Gillie             |
| Yvonne Mitchell  | Anya               |
| Megs Jenkins     | Mevrouw Phillips   |
| Anthony Dawson   | Barclay            |
| George Selway    | Brigadier Harvey   |
| Shari            | Christine          |
| George Pastell   | Kapitein           |
| Paul Stassino    | Officier           |
| Marne Maitland   | Dr. Das            |
| Meredith Edwards | Agent Williams     |
| Marianne Stone   | Mevrouw Williams   |
| Rachel Thomas    | Mevrouw Parry      |
| Brian Hammond    | Dai Parry          |